# Compte (organisation)
Pour les articles homonymes, voir Compte (homonymie).
Un compte est une entreprise cliente d'une organisation. Cette expression est souvent employée dans le secteur des services (SSII, informatique,...).

## Classification
Les comptes sont souvent classés selon leur importance stratégique.
Traditionnellement, les grands comptes (ou comptes clés) ont été considérés comme les plus stratégiques. Toutefois, dans des contextes d'innovation, les petites et moyennes entreprises présentent un intérêt croissant en raison du potentiel qu'elles représentent pour les marchés d'avenir.

## Responsable de comptes
Le responsable de comptes a pour objectif de développer et de fidéliser un portefeuille de clients, le plus souvent regroupés dans un même secteur d'activité (énergie, services publics, finances,...).

## Grands comptes
Les grands comptes (ou comptes clés) sont les comptes qui ont une importance particulière sur le plan du chiffre d'affaires pour l'organisation. Deux organisations n'étant pas forcément développées ou compétentes sur les mêmes comptes, un grand compte pour une entreprise de services n'est pas nécessairement un grand compte pour une autre entreprise de services.
Traditionnellement les grands comptes étaient les entreprises pouvant justifier la loi de Pareto, autrement dit que ces comptes représentent 20 % du parc dans le domaine d'activité considéré pour 80 % des ressources apportées à l'entreprise. La notion de grands comptes englobent de nos jours des clients importants, non du fait de leur apport pour le chiffre d'affaires mais pour leur extrême sensibilité (régulateur pour les sociétés de télécommunications par exemple, ambassades, etc). Il convient donc de définir des critères particuliers pour permettre d'identifier les grands comptes pour une meilleure gestion. D'où l'avènement de la notion de comptes clés. En anglais, on parle de key account, et de key account management (KAM).